# Léonor de Goyon de Matignon (1677-1757)
Ne doit pas être confondu avec Léonor Goyon de Matignon (1637-1714).
Pour les autres membres de la famille, voir Famille de Goüyon.
Léonor III de Goyon de Matignon, né vers 1677 et mort le 29 mars 1757, est un prélat français du XVIIIe siècle, évêque de Coutances.

## Biographie
Léonor Goyon de Matignon descend de la famille de Goüyon, seigneurs de Matignon, une famille de la noblesse bretonne et normande dont l'origine remonte au XIIe siècle. Plusieurs de ses membres se distinguent au service de l'Église catholique ou de la Couronne de France. Il est fils de Jacques III Goyon de Matignon et de Charlotte Goyon de Matignon, est un petit-neveu de Léonor Goyon Ier de Matignon[réf. nécessaire], évêque de Coutances. Léonor devient docteur de Sorbonne. Il est  abbé commendataire de l'abbaye de Lessay (1714-1757) et évêque de Coutances de 1721 à 1757.